# Boi (trib)

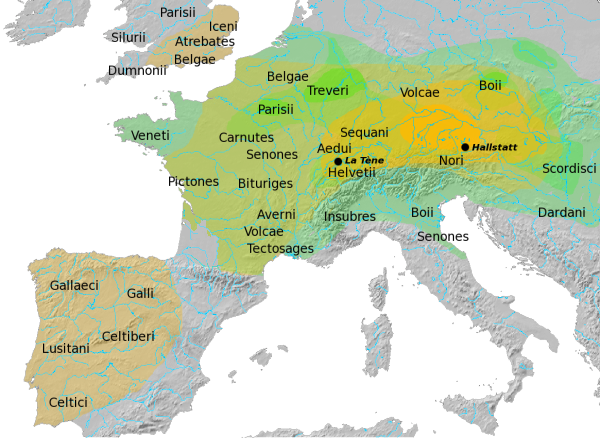
Hartă care arată locaţia aproximativă a Boiilor în Italia şi Europa Centrală. Auriul marchează locaţia culturii La Tène şi Hallstatt.

Boii (pluralul în latină, Boius la singular; greacă: Βόϊοι) este numele latin al unui trib situat la începutul istoriei lor (epoca fierului) în Europa centrală, inclusiv în regiunile cu denumiri care păstrează amintirea acestei populații: Bavaria și Boemia (aceasta, în antichitate, Boiohemum „casa, țara boilor”).
Istoricii romani și greci din Republica Romană târzie și Imperiul Roman i-au considerat a fi fost trib galic sau celtic. Inscripții din diverse locuri unde au trăit arată că boii au vorbit dialecte celtice, însă limba lor a rămas necunoscută.
Tribul a fost localizat în momente diferite de istorici în Galia Transalpină (sud-estul Franței), Pannonia (vestul Ungariei), Boemia, Moravia și vestul Slovaciei. În plus, dovezile arheologice atestă pentru secolul al II-lea î.Hr. o extindere a populației celtice din Boemia (de unde erau originari a boii) până la valea Kłodzko în Silezia.
Prima menționare a boilor în izvoarele istorice a fost făcută în contextul invaziei din 390 î.Hr. a galilor în nordul Italiei. Din cauza acestui eveniment, o parte dintre etruscii din regiunea Padului a emigrat, iar restul s-a amestecat cu populația celtică. După războaie în care au fost învinși de romani, boii au devenit parte din provincia Galia Cisalpină (nordul Italiei). Boii și alți celți (galați sau galateni) din regiunea Dunării poate au participat la o invazie celtică în Grecia la un secol după invazia din Italia. Celții au fost înfrânți în cele din urmă, dar nu înainte de a se fi stabilit definitiv în partea de vest a Anatoliei într-o regiune cunoscută ulterior cu numele Galatia. Peste două secole mai târziu, Iulius Cezar consemnează dislocarea finală a boilor din regiunea Dunării cauzată de suebii germanici, pierderea majorității populației în lupta cu romanii și dispersarea supraviețuitorilor printre alte triburi. Structura tribală a fost înlocuită de o guvernare de tip imperial sau monarhic și boii au dispărut, cu excepția numelor locale sau tradițiilor care au rezistat un răstimp.

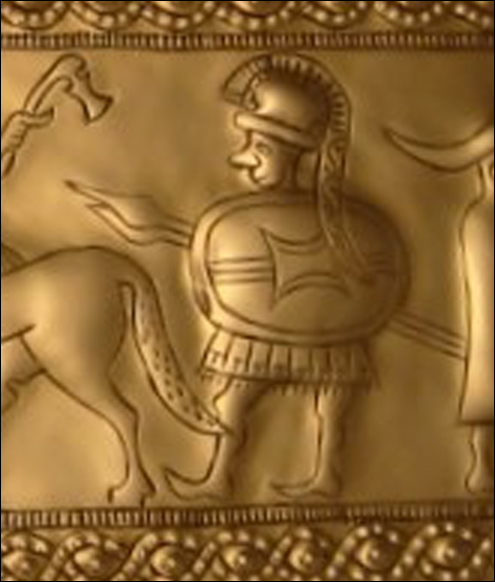
Reprezentare a unui soldat purtând un coif, Vače, Slovenia, cca. 400 î.Hr.

## Etimologie și numele
Din toate numele diferite ale aceluiași popor celtic în literatura de specialitate și inscripții iese în evidență un segment celtic continental, cu numele având rădăcina boio-. Există două derivări importante din această parte de denumire, ambele indicând că acest cuvânt are origine indo-europeană: un cuvânt PIE *gwowjeh³s cu rădăcina *gʷou- „vacă” (cuvânt înrudit cu latinul bos, bovis „vită, bou”) și unul cu sensul „războinic”. Ceea ce ar pleda în favoarea ipotezei că tribul boilor s-ar fi autoconsiderat inițial a fi fost fie trib de „văcari”, fie de „războinici”. Reflexul cu sensul „vacă” este în relație strânsă cu termenul cu sensul „străin„” din limba gaelică veche: amboue (din protocelticul *ambouios) care însemna „neproprietar de vite”.  Într-o referire la primul termen „boii” cunoscut în istorie, Polybius relatează că avuția lor consta în vite și aur, de care depindeau în agricultură și în război, și că statutul unui om depindea de numărul de asociați cu el și de numărul de asistenți. Aceștia din urmă au fost probabil *ambouii, spre deosebire de omul cu statut, *bouvios, proprietarul de vite. Ceea ce susține ipoteza că *bouii au fost inițial o clasă socială, a proprietarilor de vite.

## Istoria

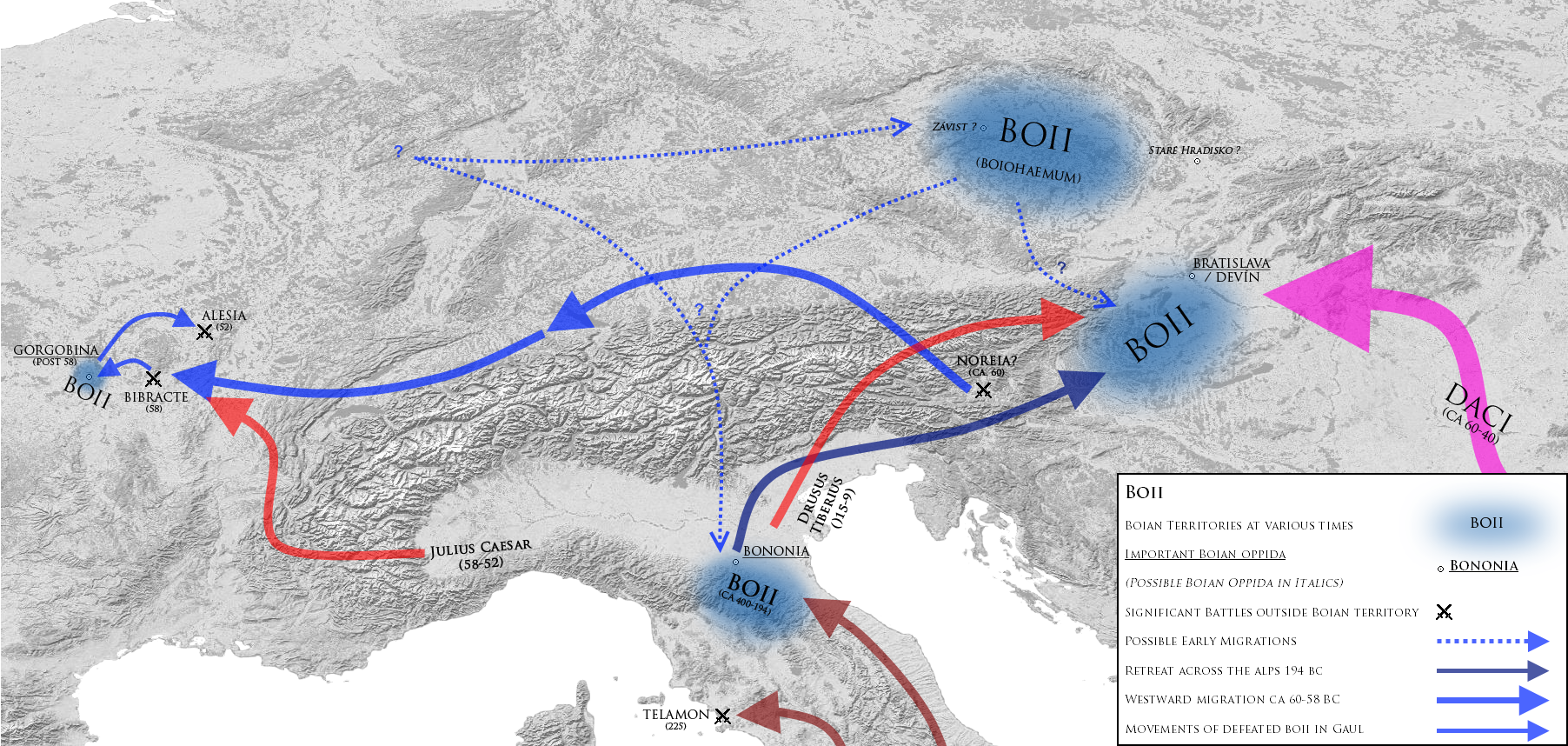
Mişcările migratoare al Boiilor

### Așezarea în nordul Italiei
Polybius se referă la faptul că celții erau vecini apropiați ai etruscilor și „că au aruncat ochi lacomi asupra țării lor frumoase”. Invadând valea fluviului Pad, cu o armată numeroasă, celții i-au izgonit pe etrusci, iar boii au luat malul drept, din partea centrală a luncii Padului. 
Strabon confirmă că boii au imigrat venind din teritoriile lor situate la nord de Alpi adăugând că au fost unul dintre cele mai mari triburi ale celților.
Titus Livius aratăcă boii și lingonii au trecut Poeninus mons (conform obiceiului lor, romanii denumeau treacătorile prin munți mons), această denumire referindu-se la o trecere în Alpii Pennini, cel mai probabil pasul Sf. Bernard. Ei au găsit țara între Alpi și fluviul Pad ocupată. Au traversat Padul cu plutele, izgonind o parte din etrusci și umbrieni la poalele Apeninilor și s-au stabilit acolo.
lingonii erau originari din partea superioară bazinului râului Marna și al Senei. Boii din secolul I î.Hr. au trecut Rinul pentru a veni în ajutorul [helveți]]lor (din Elveția) împotriva lui Cezar. Aria de răspândire a boilor pare să fi cuprins Alsacia, Bavaria, Austria, până în Boemia. Suebii, un popor germanic care s-au stabilit mai ulterior pe malul stâng al Dunării, se aflau încă în partea centrală a Germaniei și nu reprezentau o amenințare pentru celți.
În Italia, boii au ocupat așezarea veche etruscă de la Felsina. Mai târziu, când au stabilit o colonie acolo, romanii au numit-o Bononia (astăzi Bologna), nume romano-celtic similar cu Vindobona (Viena), toponim aflat de asemenea pe teritoriul boilor. Foarte probabil Bononia vine de la un cuvânt celtic cu sensul „oraș”. 
Dovezile arheologice de la Bologna și apropierea acesteia contrazic mărturiile lui Polybius și Titus Livius în anumite puncte. Ei susțineau că boii i-au expulzat pe etrusci. Polybius îi prezintă pe celții din Italia ca locuind în colibe, fără mobilier, dormind pe paturi de frunze. Practicau agricultura și războiul și nu s-ar fi îndeletnicit cu orice altă artă sau știință. Averea le era compusă exclusiv din aur și cirezi de vite, ușor de transportat.
Dovezile arheologice atestă că boii nu au distrus sau depopulat Felsinum, ci că pur și simplu au colonizat regiunea și au devenit parte a populației prin amestec.  Necropolele din acea epocă din Bologna conțin arme din perioada La Tène și alte obiecte care leagă boii de La Tène, și, de asemenea, artefacte etrusce (de exemplu oglinzi de bronz). La Monte Bibele, aproape de Bolgna, într-un mormânt au fost găsite arme La Tène și o oală inscripționată cu un nume feminin etrusc.
Punctele de vedere ale autorilor romani cu privire la modul de viață celtic, indiferent din ce motiv (care rămâne a fi elucidat de către arheologi), sunt mai severe decât sugerează dovezile arheologice. Boii, de fapt, și-au însușit averea etruscă și femeile estrusce. Boii au trăit, cel puțin în parte, în mediul urban dezvoltat de etrusci, pe care nu i-au izgonit complet.

### Războiul împotriva Romei
În a doua jumătate a secolului al III-lea î.Hr., boii s-au aliat cu galii cisalpini și cu etruscii împotriva Romei. Au luptat și ca aliați ai lui Hannibal, ucigându-l (în 216 î.Hr.) pe generalul roman L. Postumius Albinus, al cărui craniu a fost apoi transformat într-un castron de sacrificiu (Liv. XXIII, 24). Cu puțin timp înainte, au fost învinși la Telamon (224 î.Hr.) și mai târziu la Placentia ( (astăzi Piacenza) (194 î.Hr.) și Mutina (astăzi Modena) (193 î.Hr.). După pierderea capitalei, o mare parte dintre boi a părăsit Italia.

### Boii la Dunăre
În pofida celor susținute de scriitorii antici clasici, boii pannonici, atestați în sursele de mai târziu, nu au fost doar un rest de populație refugiată din Italia, ci mai curând o altă ramură tribală, stabilită mai devreme în regiunea respectivă. Ritualul de înmormântare la boii din Italia seamănă cu cel din Boemia, de ex. înhumarea, care era mai puțin frecventă la galii cisalpini, și absența colanelor de tip torquis tipice pentru celții occidentali.  De aceea se presupune că boii cisalpini proveniseră din Boemia. Emigrând în Italia venind din regiuni situate la nord de Alpi, unii celți învinși s-au mutat înapoi la rudele lor.
Boii panonici sunt remenționați la finele secolului al II-lea î.Hr. când i-au respins pe cimbri și teutoni (Strabon VII, 2, 2). Mai târziu, au atacat orașul Noreia (astăzi în Austria) la scurt timp după ce un grup de boi (32.000, potrivit lui Iulius Cezar - numărul este probabil o exagerare) s-a alăturat helveților în tentativa de a se stabili în vestul Galiei. După înfrângerea la Bibracte a helveților, influența tribului aedui a permis boilor supraviețuitori să se stabilească pe teritoriul lor, unde au ocupat oppidumul Gorgobina. Deși au fost atacați de Vercingetorix în timpul unei faze de război, ei l-au sprijinit cu două mii de soldați în bătălia de la Alesia (Caes. Bell. Gall, VII, 75.).
Alte grupuri de populație ale boilor au rămas mai aproape de casele lor tradiționale și s-au stabilit în zonele de șes din Ungaria, dintre Dunăre și Mura, cu un centru la Bratislava. În jurul anului 60 î.Hr., sub conducerea regelui Critasiros, boii au fost înfrânți în război cu dacii lui Burebista. După război, țara boilor a avut timp de un secol porecla pustiul boilor. Când romanii au cucerit în cele din urmă Pannonia, în 8 d.Hr., se pare că boii nu au opus rezistență. Teritoriul lor a fost numit deserta boiorum (deserta în sensul: „terenuri goale” ori „cu populație răzlețită”). Cu toate acestea, boii nu au fost exterminați: a existat o civitas boiorum et azaliorum (azalii fiind un trib vecin), sub jurisdicția unui prefect de pe malul Dunării (praefectus ripae Danuvii).  Acest civitas (termen administrativ roman deopotrivă pentru oraș și districtul tribal înconjurător) a fost alipit ulterior la orașul Carnuntum.

## Boii în sursele antice

### Plautus
Plautus se referă la boi în Captivi:
At nunc Siculus non est, Boius est, Boiam terit
Dar acum el nu este un sicilian - el este un boian, el are o femeie boiană.
Joc de cuvinte: boia înseamnă „femeia boilor” și totodată „criminal condamnat”.

### Titus Livius
În volumul 21 din opera sa Ab urbe condita, Titus Livius (59 î.Hr. - 17 d. Hr.) susține că individul care s-a oferit să fie călăuza lui Hannibal la traversarea Alpilor provenea din populația boilor celtici.

### Inscripții
În secolul I î.e.n, boii care trăiau într-un oppidum la Bratislava au bătut monede de înaltă calitate, numite biatex sau biatec, inscripționate (probabil nume de regi) cu caractere latine. Inscripționarea monezilor biatex reprezintă singurele fragmente de text lăsate de această populație celtică.